# هایت

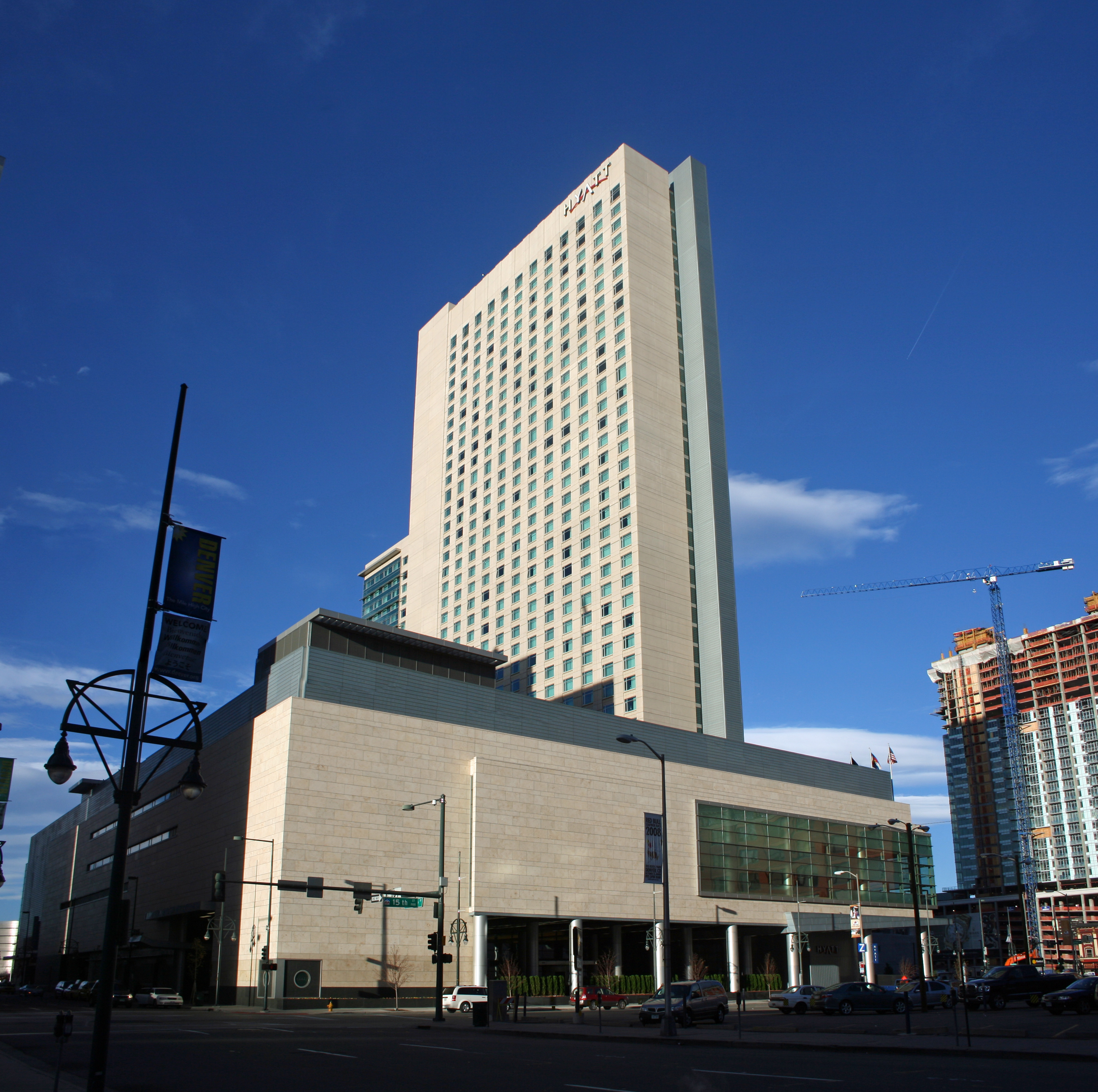
هایت هتل در دنور، کلورادو، آمریکا

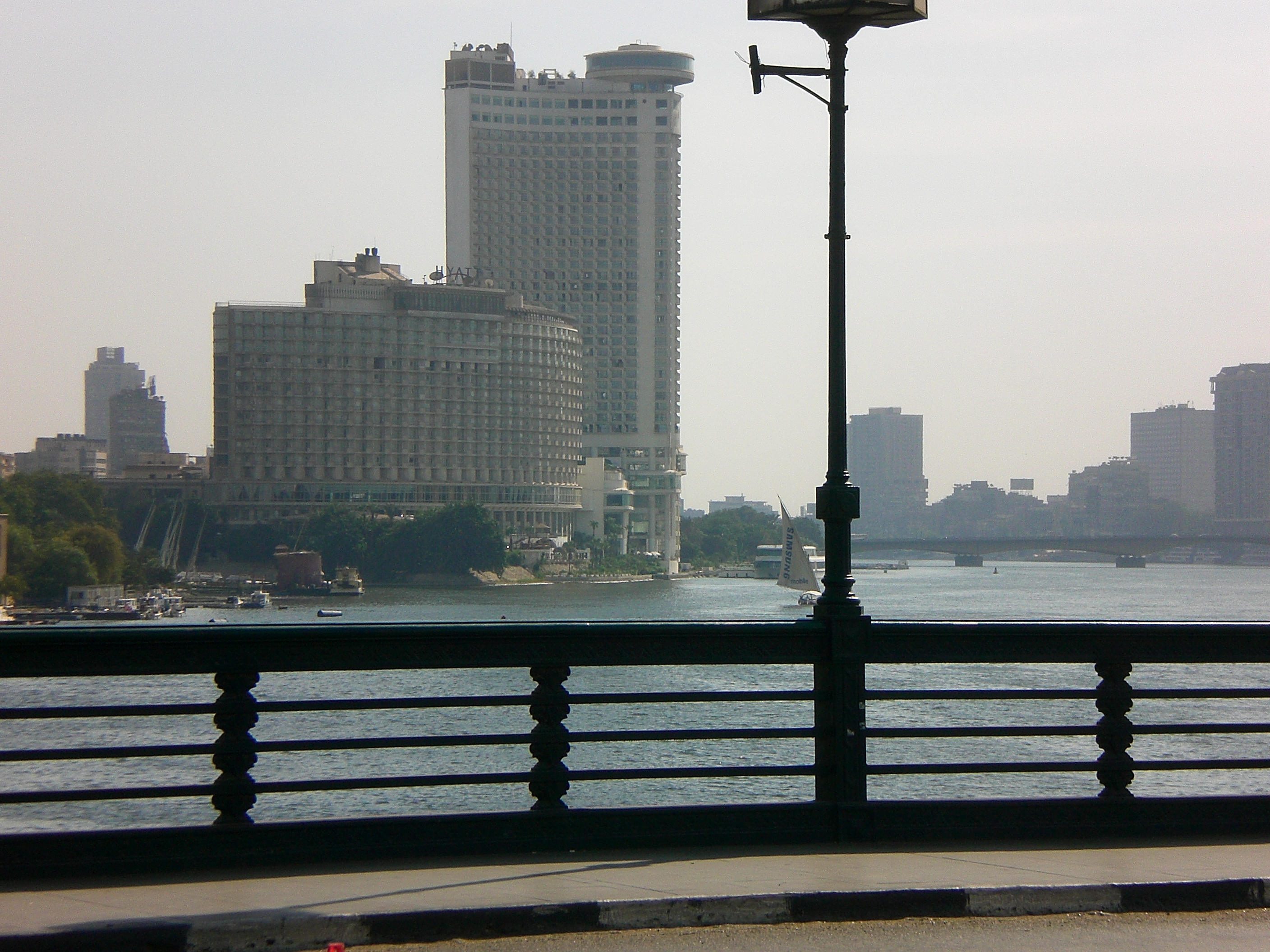
هایت هتل در قاهره، مصر

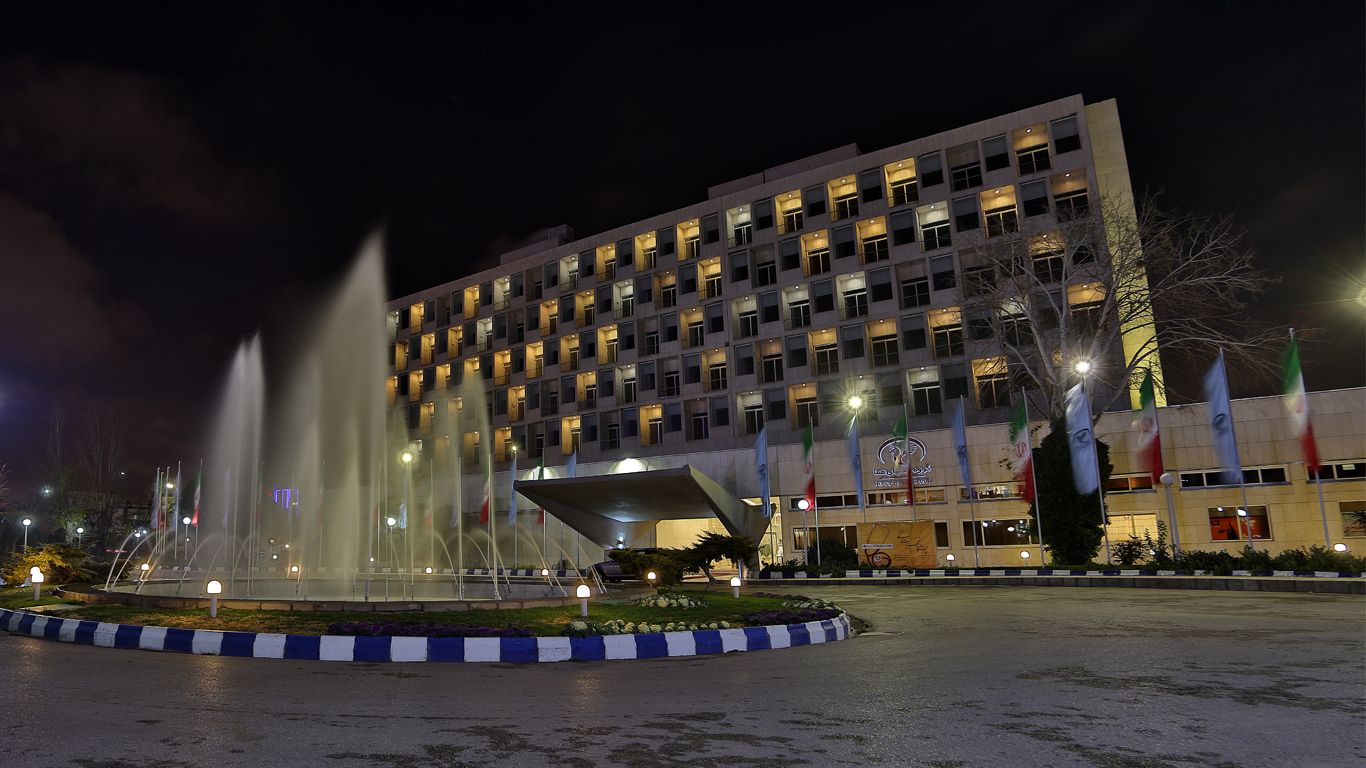
هتل‌هایت پیشین/هما خیام/احمدآباد مشهد

شرکت هتل‌های هایت (به انگلیسی: Hyatt Hotels Corporation) یک شرکت بین‌المللی هتل‌داری آمریکا است، و دفتر مرکزی آن در شیکاگو، ایلینوی، آمریکا قرار دارد. این شرکت در سال ۱۹۵۷ تأسیس شد. هم‌اکنون مارک هوپلامازیان ریاست این شرکت را بر عهده دارد. این شرکت توسط خانواده پریتزکر اداره می‌شود.

## تاریخچه
شرکت‌هایت پس از خرید خانه‌هایت در فرودگاه بین‌المللی لس آنجلس در ۲۷ سپتامبر ۱۹۵۷ به وجود آمد. در سال ۱۹۶۹، هایت شروع به گسترش در سطح بین‌المللی کرد. هایت با توسعه املاک جدید و از طریق اکتساب رشد کرده‌است، که بیشترین رشد حاصل از تصاحب سوئیت‌های عامری (که بعداً Hyatt Place تغییر نام داد) در سال ۲۰۰۴، سوئیت‌های سامرفیلد (بعداً Hyatt House تغییر نام داد) در سال ۲۰۰۵ است. هایت دارای بیش از ۱۳۵۰ هتل و املاک همه‌جانبه در ۶۹ کشور در شش قاره است.

## برند
املاک با برندهایت به‌طور سنتی به مشتریان مجلل یا تجاری ارائه می‌دهند. املاک آن یا با خدمات کامل یا هتل‌های بوتیک بودند. در سال ۱۹۸۰، هایت برندهای Grand Hyatt و Park Hyatt را به مجموعه خود اضافه کرد. در سال ۱۹۹۵، هایت وارد بازار مالکیت تعطیلات شد. هایت نام تجاری Hyatt Place را که به عنوان یک ارائه خدمات محدود برای مسافران تجاری طراحی شده بود، در سال ۲۰۰۶ معرفی کرد. Hyatt House اولین ملک انتخابی‌هایت بود که عمدتاً برای مسافرانی که اقامت طولانی‌مدت داشتند و با قیمتی مقرون به صرفه‌تر پذیرایی می‌کرد. از آن زمان، هایت طیف گسترده‌ای از برندهای دیگر را به خصوص در بخش سبک زندگی و استراحتگاه اضافه کرده‌است.

## در ایران
این شرکت در زمان پهلوی در شهرهای ایران همچون چالوس، مشهد، و تهران هتل‌هایی داشت که در زمان انقلاب سال ۱۳۵۷ مصادره شدند و بعدها در میان موارد ذکر دعاوی آمریکا علیه ایران مطرح گردید. این هتل‌ها اکنون متعلق به بنیاد مستضعفان هستند.
- هتل پارسیان آزادی تهران (هایت تهران)[۱۸]
- هتل پارسیان آزادی خزر (هایت خزر)[۱۹]
- هتل همای مشهد (هایت مشهد)

## نگارخانه

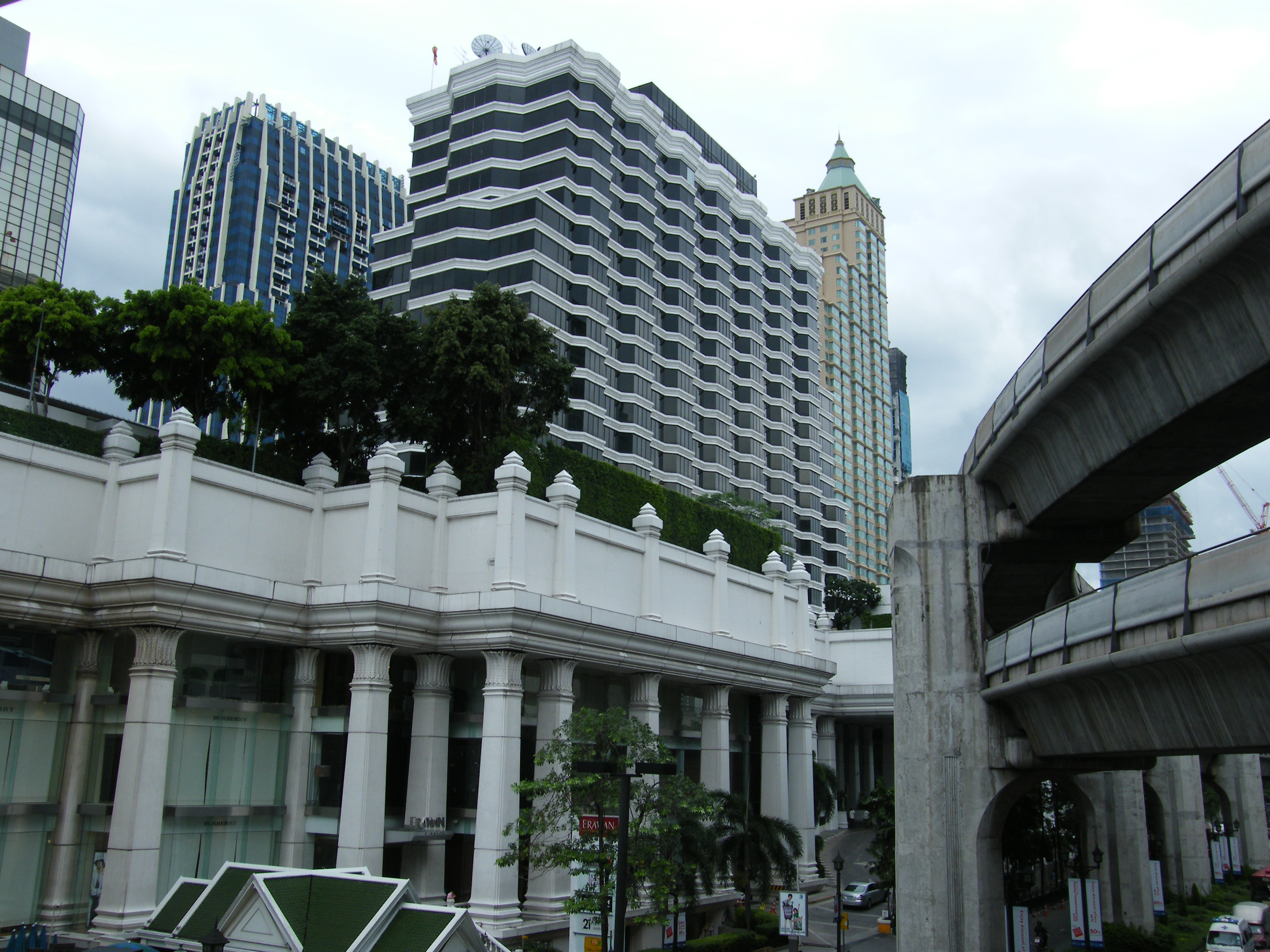
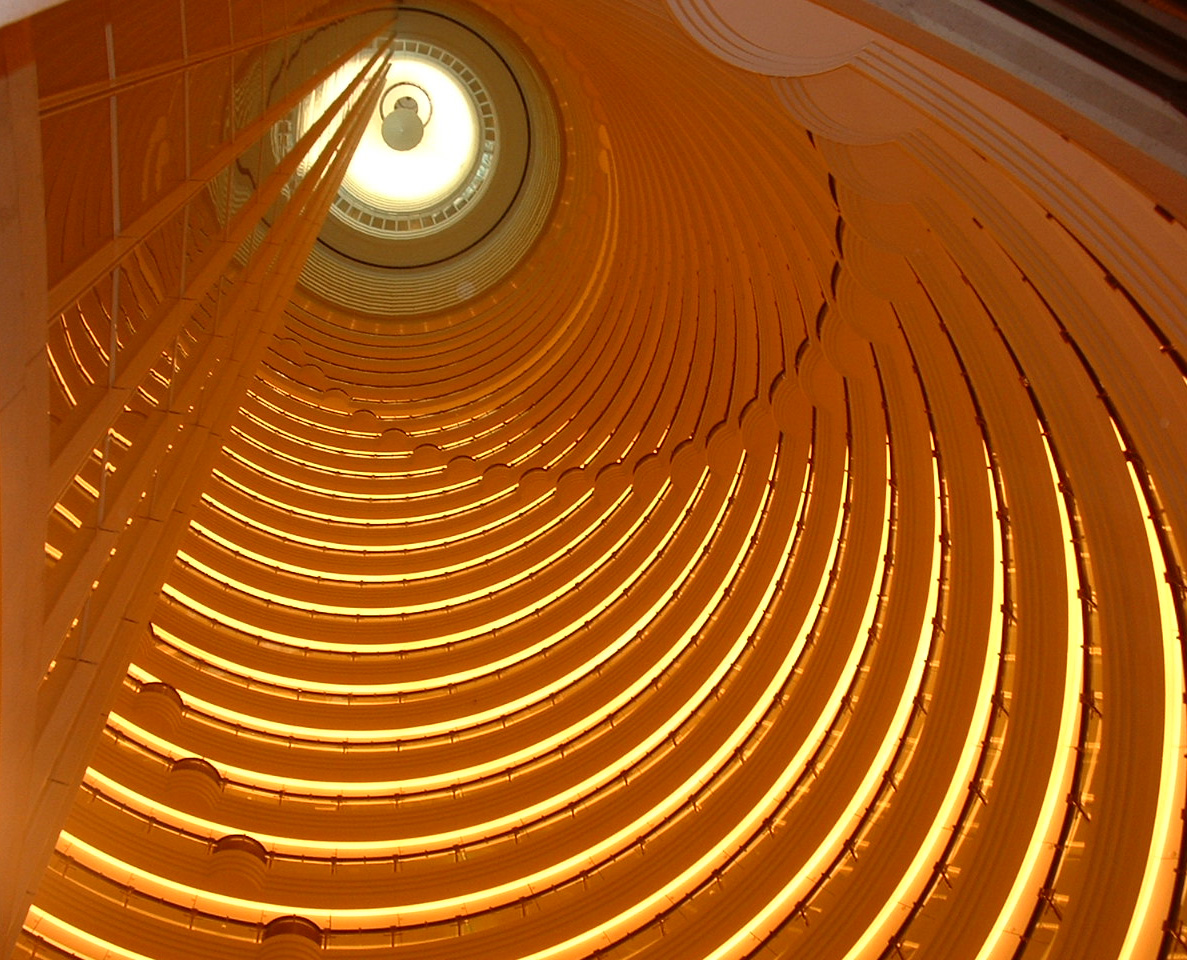
نگاه کردن به داخل دهلیز ۳۲ طبقه شانگهای Grand Hyatt، بخشی از برج جین مائو
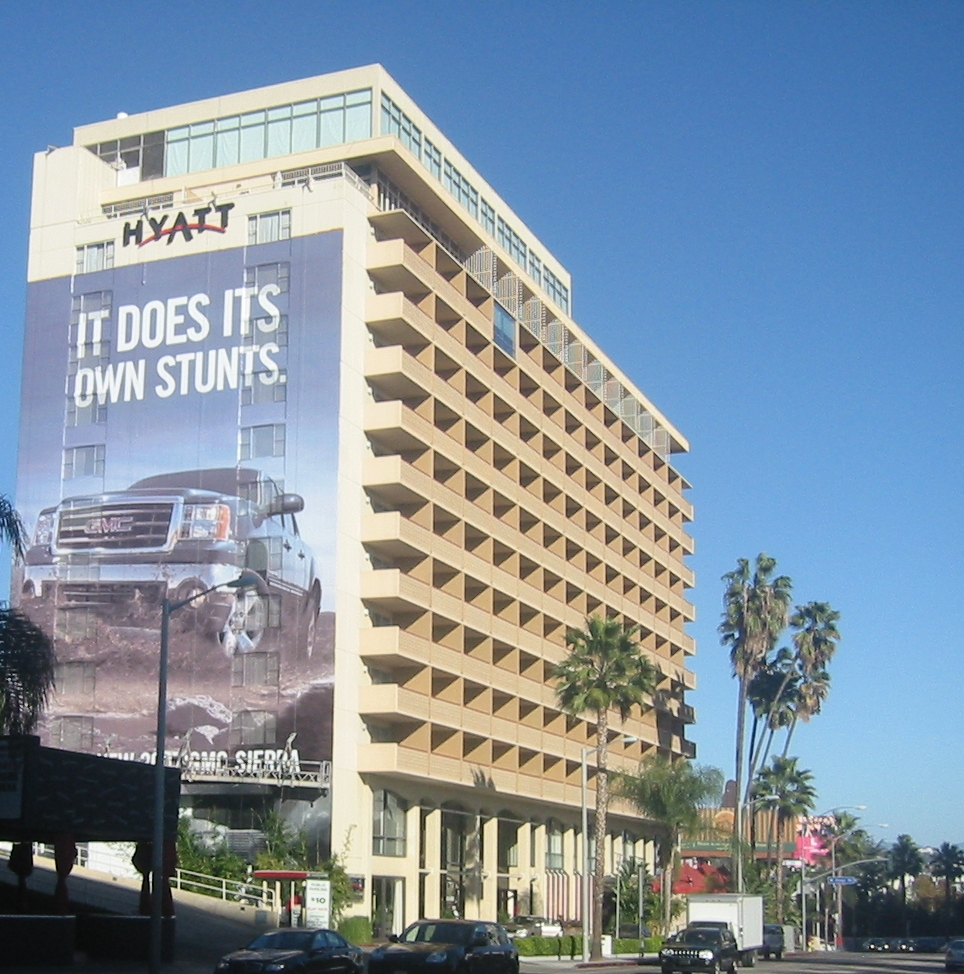
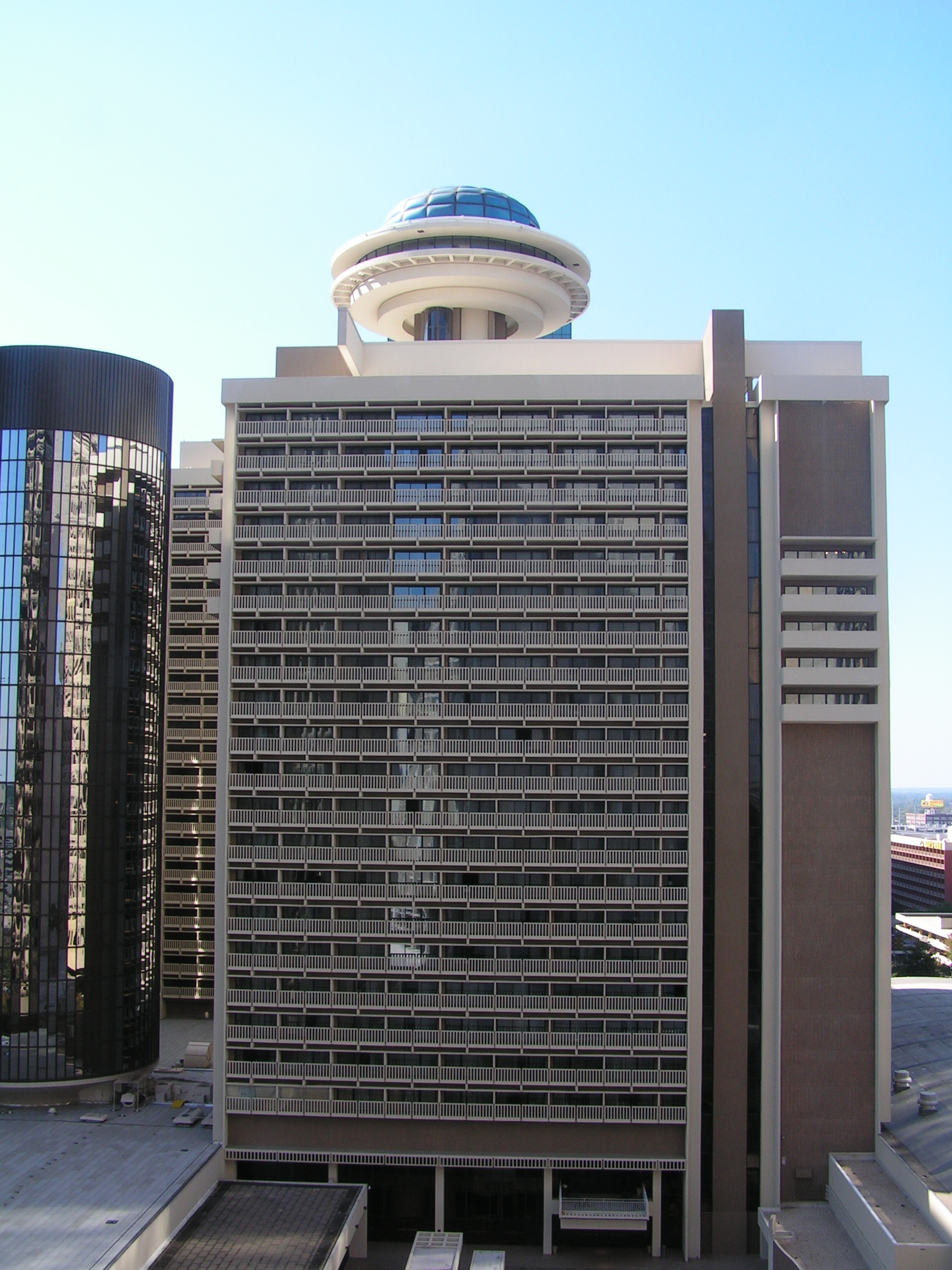
Hyatt Regency in آتلانتا
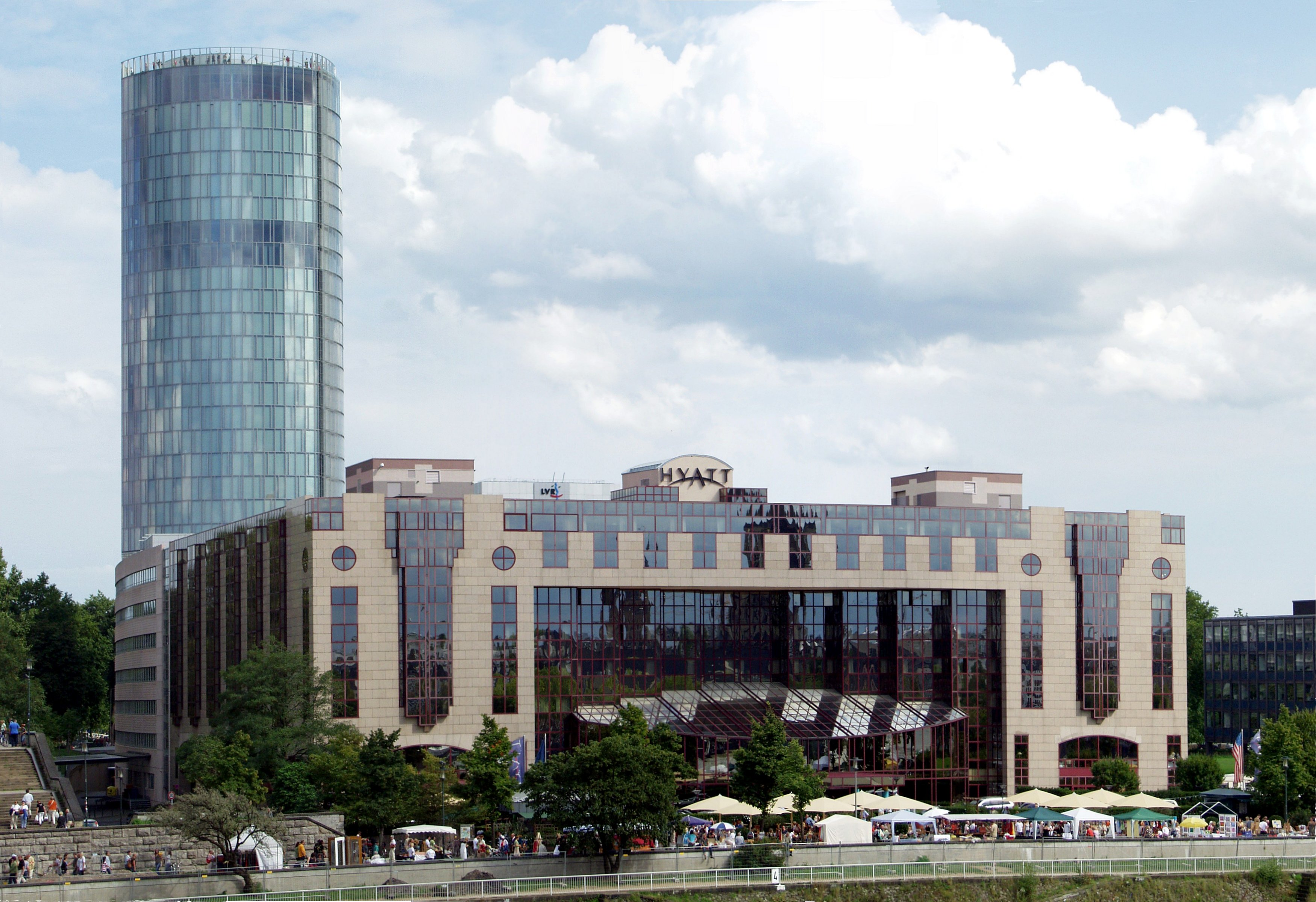
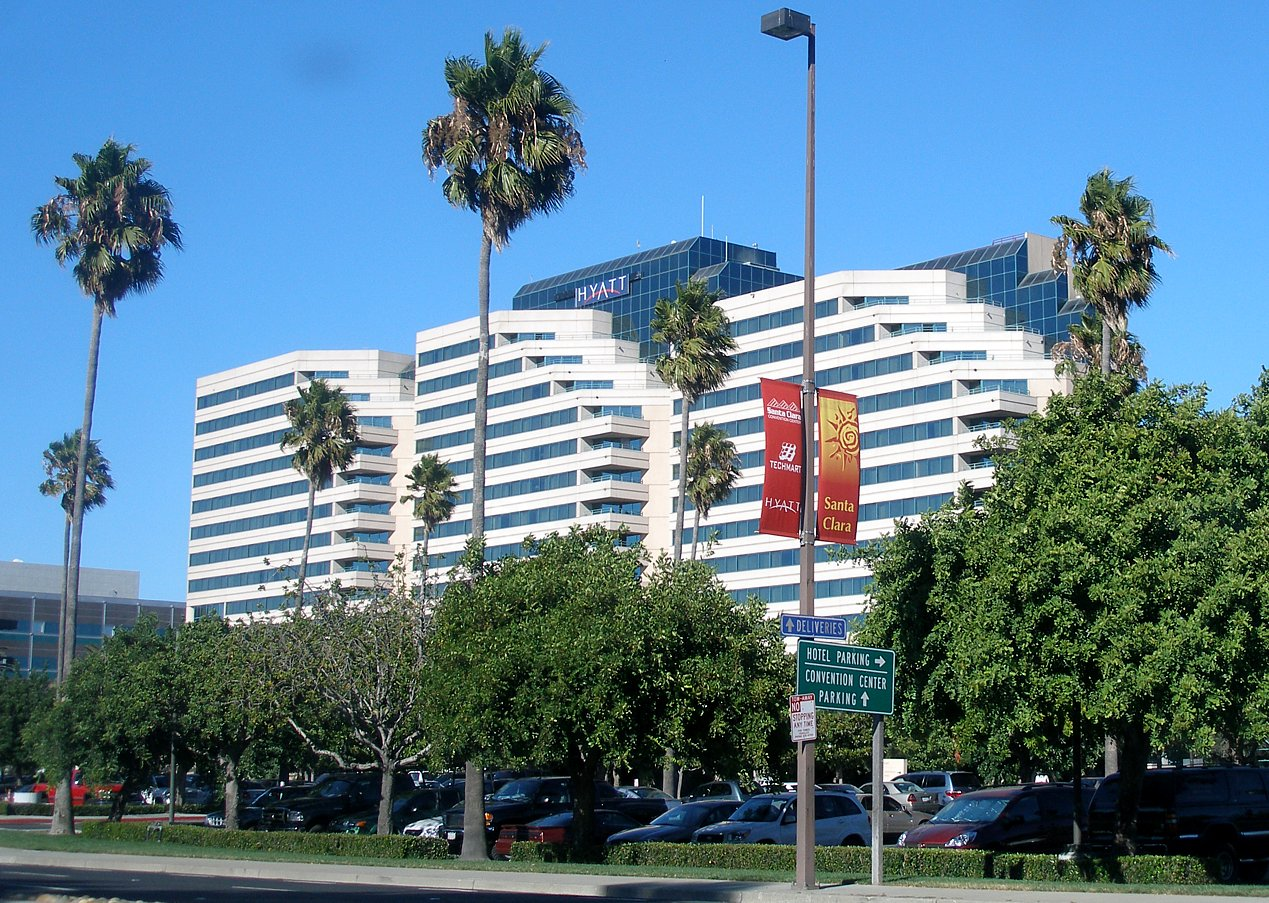
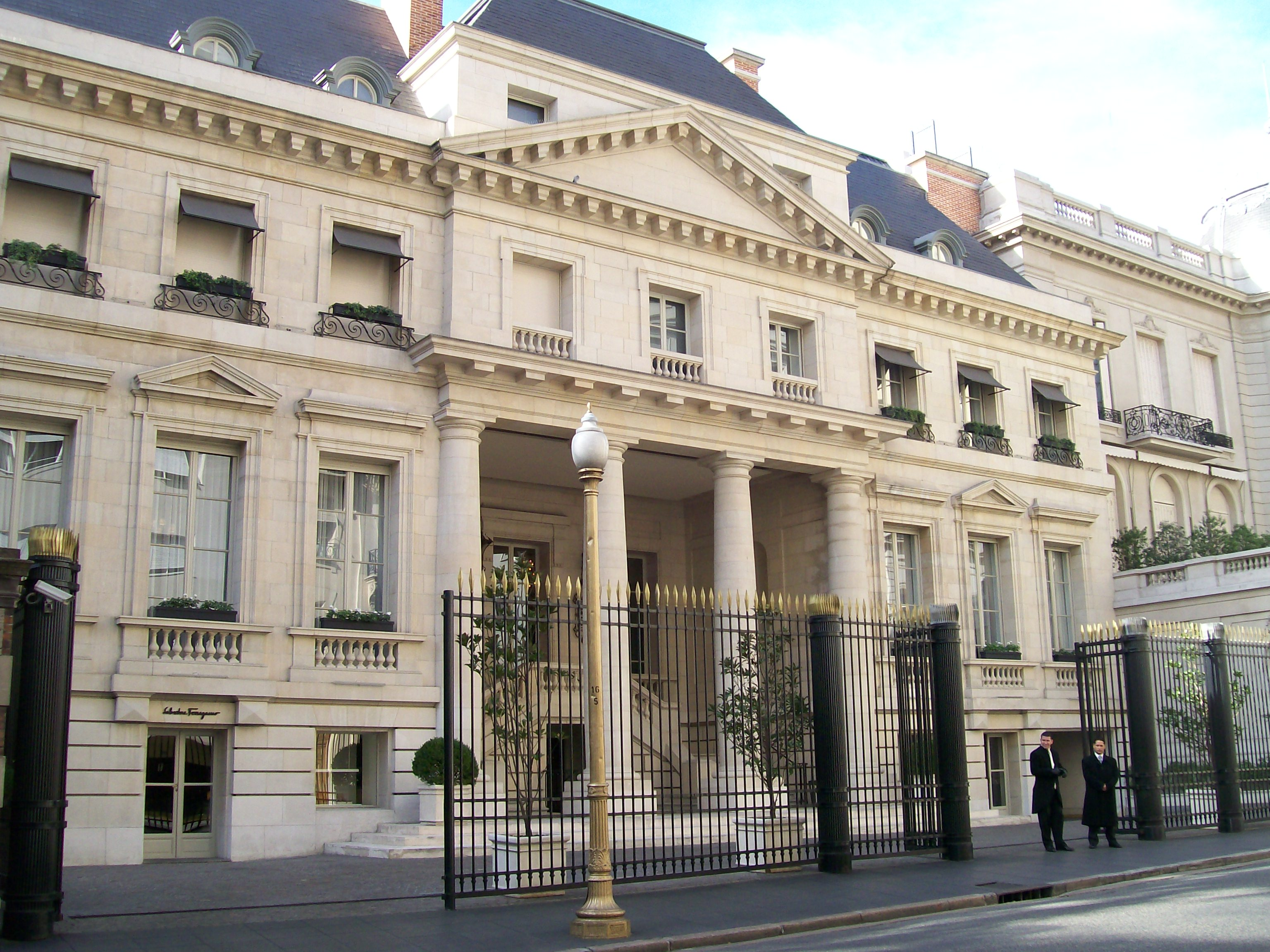
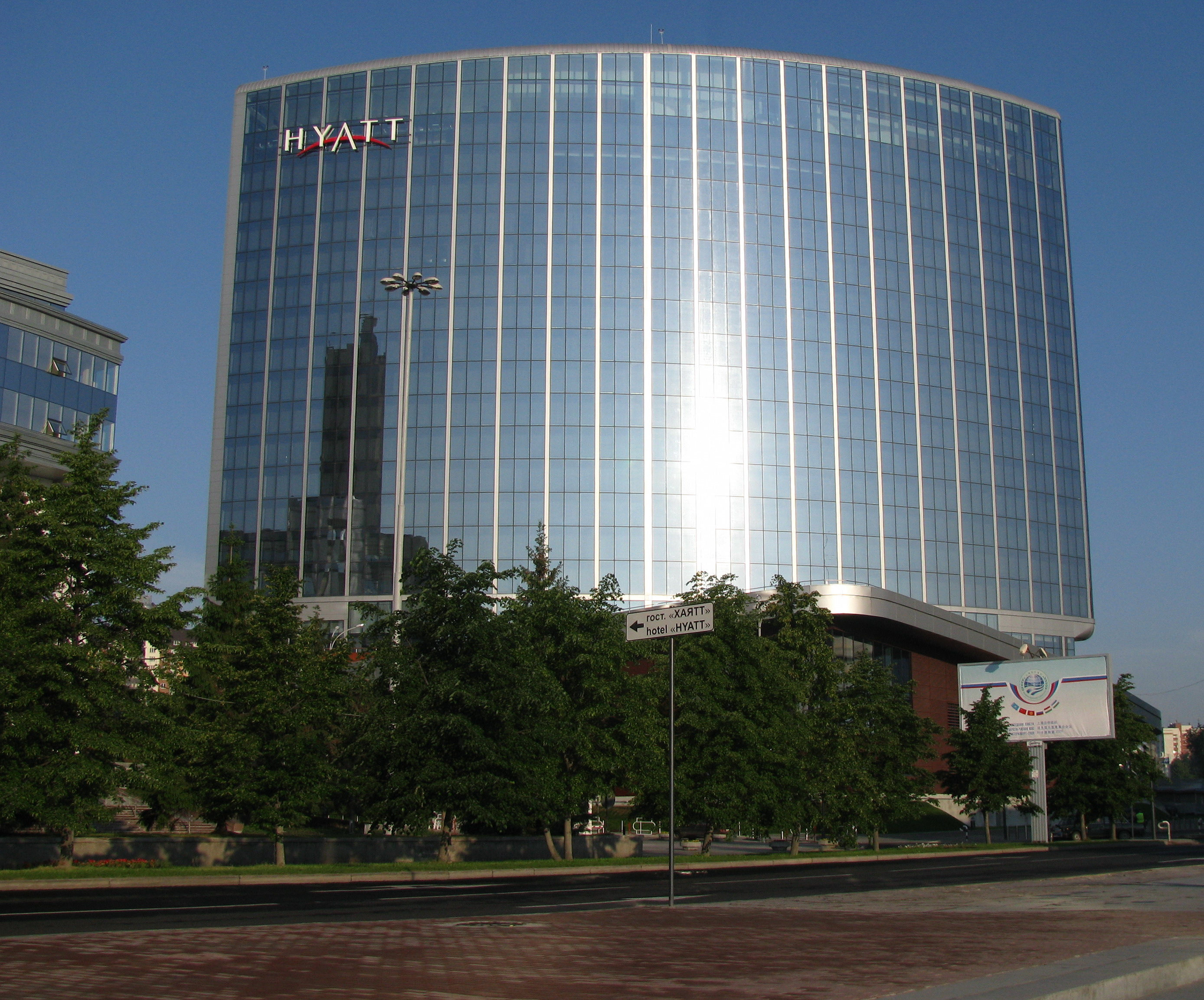
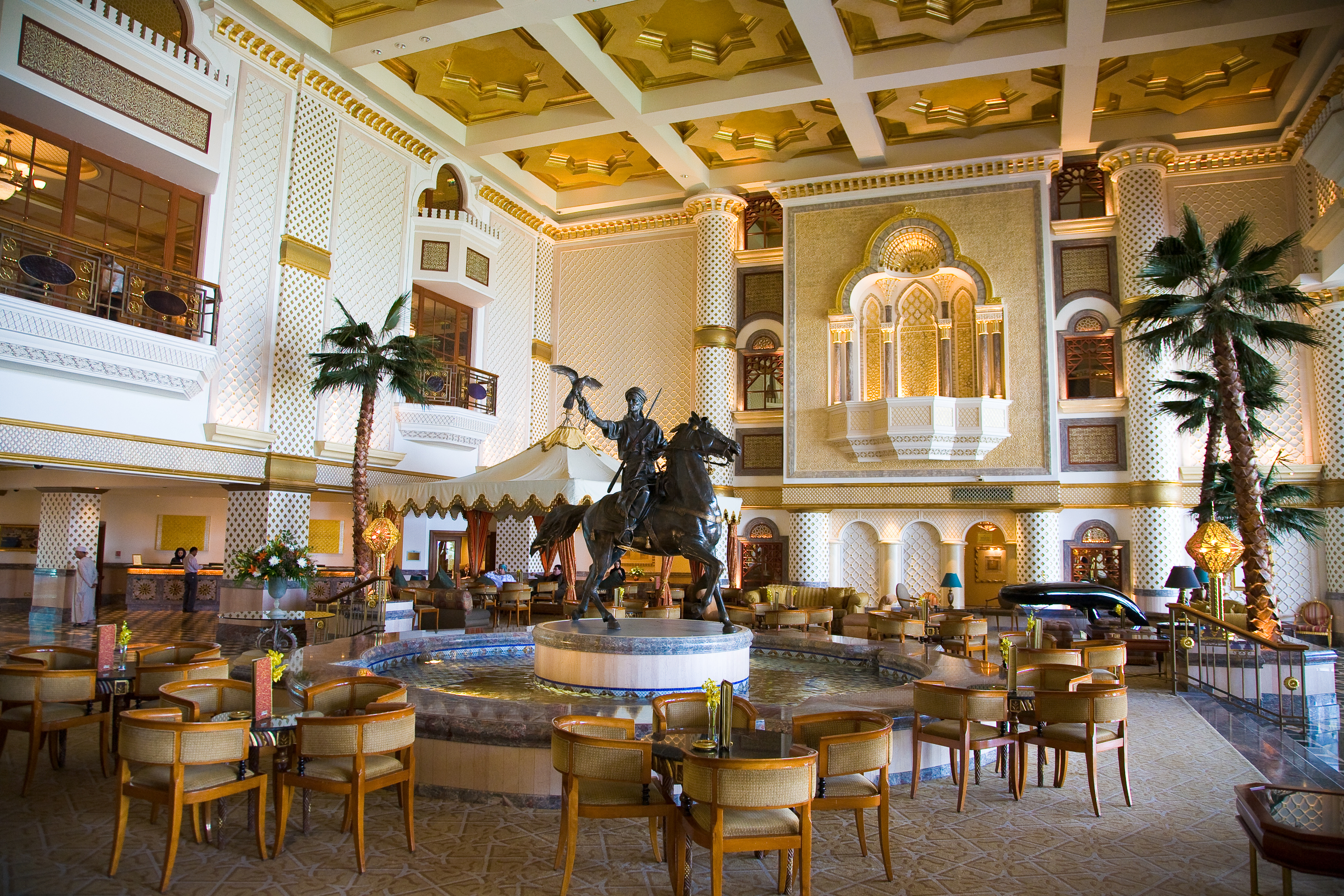
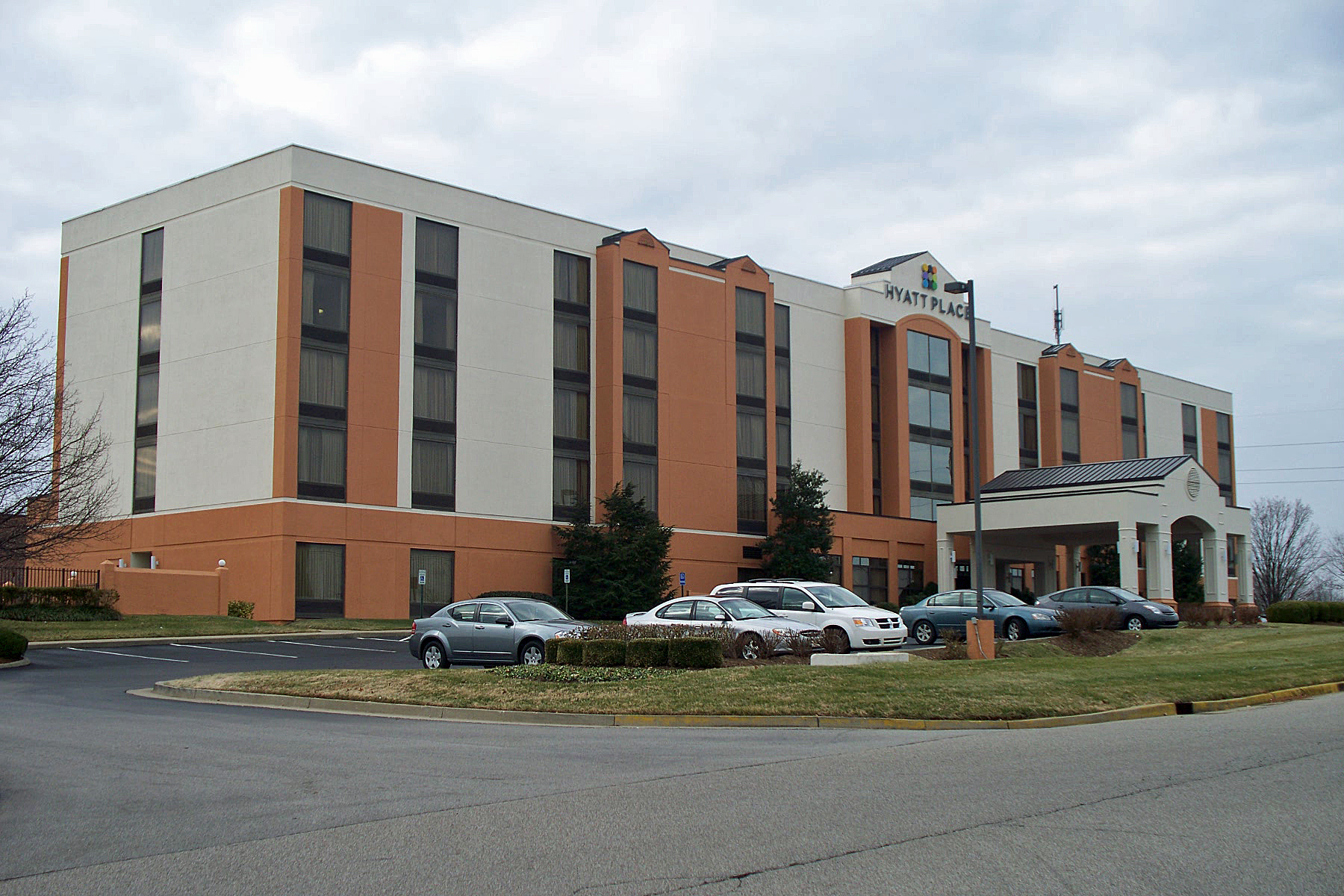
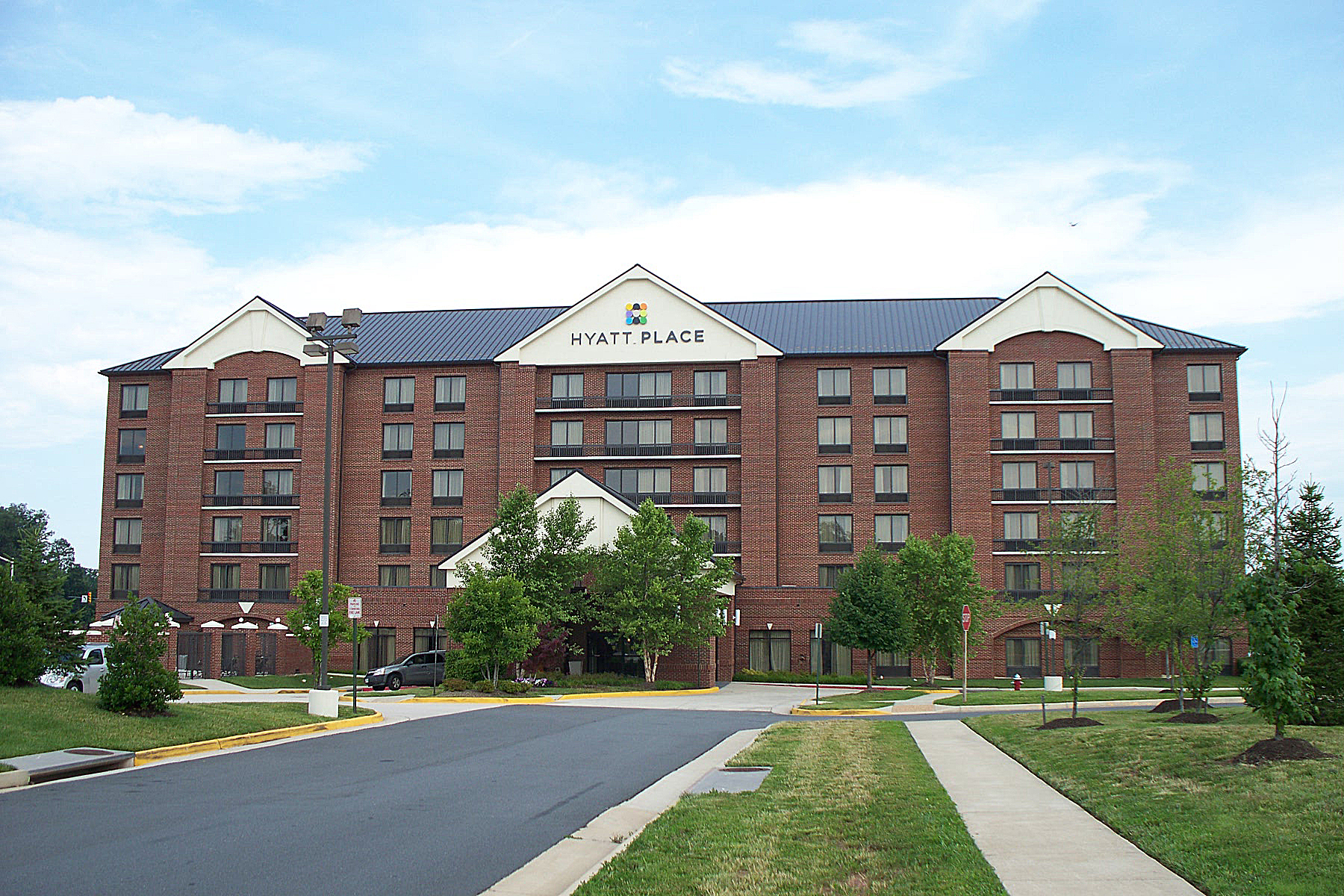
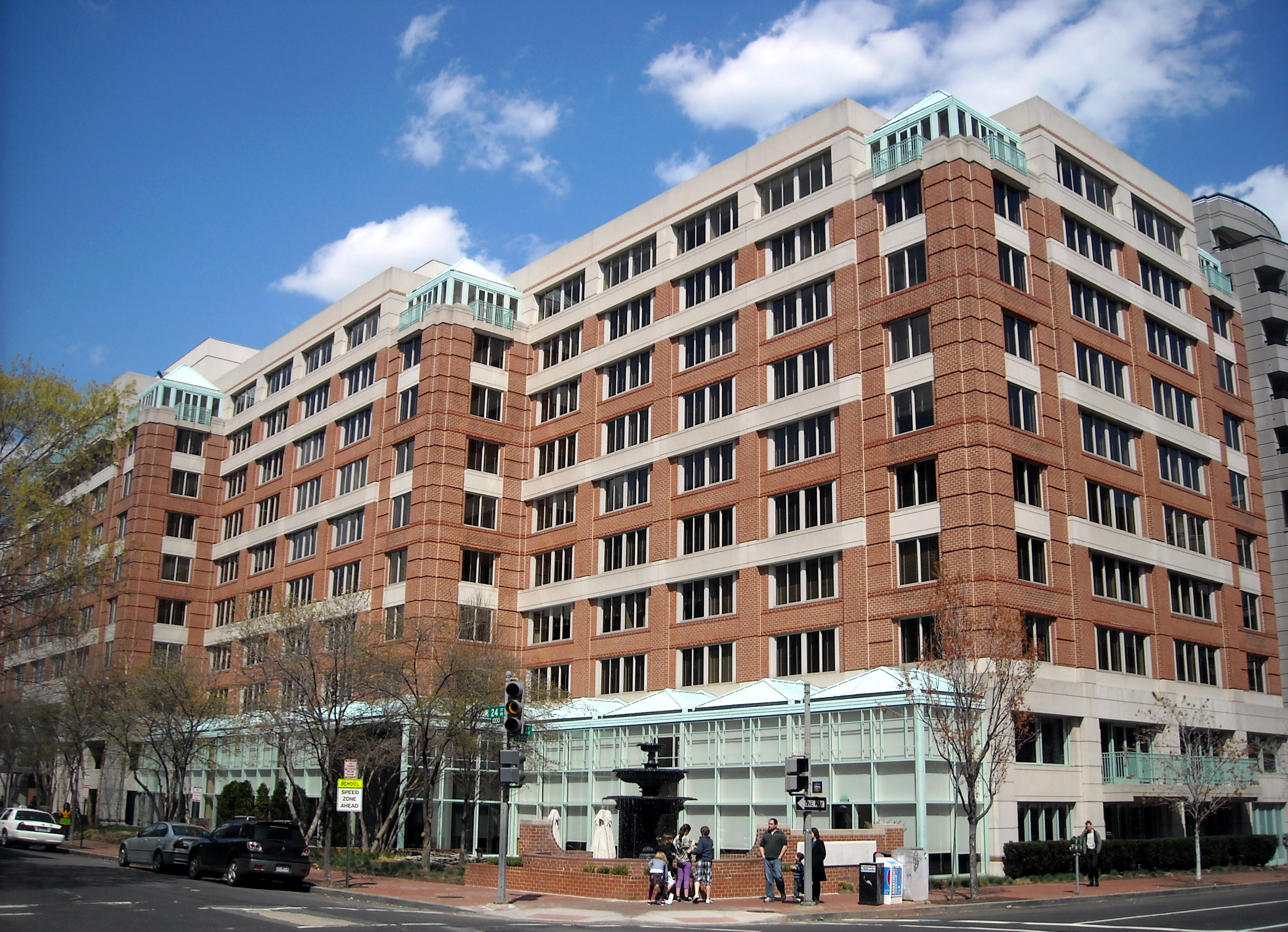
هتل‌هایت امان،  اردن
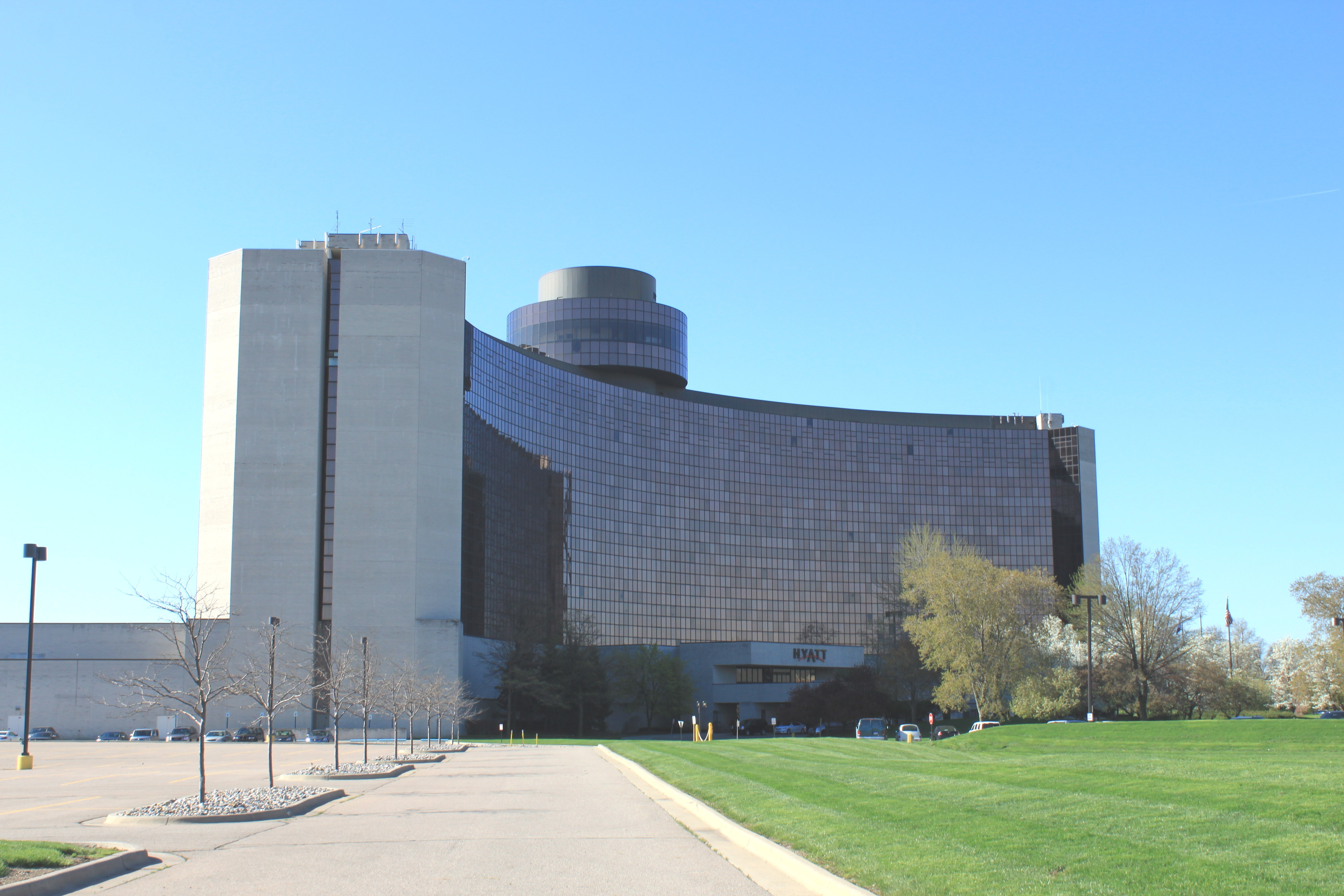
Hyatt Regency دیربورن